# Escudo de Benicarló

Escudo de Benicarló.

El escudo de Benicarló tiene el siguiente blasonamiento oficial:

Escudo partido. Primero, de oro, la Cruz de Montesa, antigua, de gules; segundo, de plata, el cardo florido de sinople, puesto en palo; la bordura, de azur, cargada de cuatro lises de plata. Al timbre corona real.

## Historia

### Antecedentes históricos

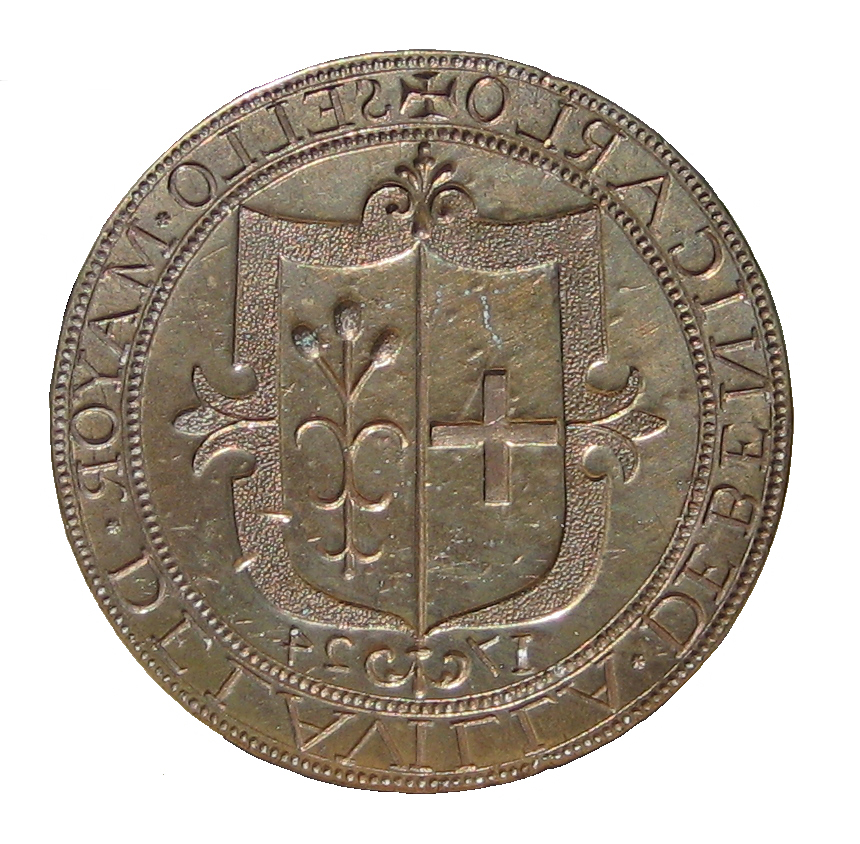
Sello Mayor de Benicarló de 1724.

La representación más antigua que nos ha llegado del escudo de Benicarló es el sello mayor de la villa de 1724. Muestra un escudo partido, a diestra las armas de la orden de Montesa, antiguos señores de la población (desde 1319), y a siniestra un cardo, que son armas parlantes de Benicarló. El escudo aparece dentro de una cartela como elemento decorativo, muy común a la moda de entonces, y que no forma parte del escudo.
Sin embargo, Vicente Giner Sospedra, en su libro «Notas históricas de Benicarló» planteó la hipótesis de que el cardo podría provenir de las últimas armas del linaje de los Cardona, ya que Berenguer de Cardona (1291-1307) fue mestre del Temple, al que perteneció la alquería de Binigazló. El Consell Tècnic d'Heràldica i Vexil·lologia no creyó posible esta hipótesis ya que ni los Cardona tuvieron nunca el señorío de la ciudad, ni tuvieron tan estrecha relación con Benicarló como para cederle el uso de sus armas.
En 1786 Bernardo Espinalt García, en su obra «Atlante español o Descripción general de todo el Reino de España» hace la siguiente descripción: «Tiene por armas en escudo un cardo sivestre de gules».

Sello de 1876.

En 1842 el Ayuntamiento de Benicarló decidió sustituir el sello para otro, «más grande y limpio», en el que aparece una alcachofera, muy realista, en lugar del cardo. Hacía la siguiente afirmación: «en lo sucesivo se usará para sello mayor de la villa aquel que a continuación y pie de este acuerdo se estampa, por la razón de ser estas las armas de la población y no encontrarse más diferencia entre este escudo y el anterior que su mayor dimensión y limpieza en el fondo».
En el Archivo Histórico Nacional se conservan dos sellos en tinta de Benicarló de 1876, uno de la Alcaldía con el escudo de España, y otro del Ayuntamiento con el escudo de la población. Aparece una cruz plana y la alcachofera realista de 1842. No lleva ninguna bordura.
En 1920, en «Geografía General del Reino de Valencia», dirigida por F. Carreras Candi, en el capítulo dedicado a Benicarló aparece el mismo sello de 1842. También sin bordura.

### Escudo de 1971
El escudo fue rehabilitado por Decreto 541/1971, de 11 de marzo, del Ministerio de Gobernación, publicado en el BOE núm. 77 de 31 de marzo de 1971.
Pero, en el informe previo al decreto, elaborado por la Real Academia de la Historia, se confundió la cartela del sello de 1724 con una bordura, que no aparece en ninguna representación del escudo.
Desde 2006 el Ayuntamiento utiliza un logotipo simplificado del escudo heráldico; con solo tres colores, ocre, azul, y blanco; sin la bordura y con una corona abierta en vez de la corona cerrada.

### Propuesta de restauración a la forma histórica

Propuesta de restauración.

El Ayuntamiento de Benicarló, a instancias del entonces concejal de cultura de Esquerra Republicana del País Valencià Josep Barberà solicitó en julio de 2016 un informe sobre el escudo municipal al Consell Tècnic d'Heràldica i Vexil·lologia (CTHV), aportando el estudio de Giner Sospedra. El CTHV determinó que el escudo de 1971 era una consecuencia de una interpretación errónea del sello de 1724, y propuso la restauración del escudo en su forma histórica, con el siguiente blasonamiento:

Escudo cuadrilongo de punta redonda. En el primer cuartel, de plata, cruz de la orden de Montesa de gules. En el segundo, de oro, un cardo silvestre de gules. Al timbre, corona real abierta, tradicional en el reino de Valencia.

Entre agosto y septiembre de 2016 el Ayuntamiento consultó a los vecinos a través de una aplicación web sobre la propuesta de modificación en la que salió mayoría a favor del cambio. El 29 de septiembre el Pleno del Ayuntamiento aprobó iniciar el procedimiento de rehabilitación.

## Curiosidades
Con el paso del tiempo, el cardo del escudo ha sido identificado también como una representación de la alcachofa de Benicarló, producto arquetípico de la población.